# Peter von Roten
Peter von Roten, né le 5 juin 1916 à Bâle et mort le 30 août 1991, est une personnalité politique valaisanne, membre du parti conservateur populaire. 
Politicien, magistrat puis journaliste, il est l'incitateur du tout premier suffrage féminin en Suisse, dans le village d'Unterbäch en 1957.

## Biographie
Originaire de Rarogne, Sion et Loèche-Les-Bains, il naît dans une famille bourgeoise du Haut-Valais ; sa mère est la fille de l'avocat bâlois Ernst Feigenwinter (de). Après sa maturité gymnasiale à Brig, il étudie le droit aux universités de Fribourg, Paris et Berne. Il achève ensuite un doctorat en droit et passe ses brevets d'avocat et de notaire dans le canton du Valais. 
En 1948, il épouse Iris Meyer, une juriste et journaliste militante des droits de la femme, avec laquelle il forme une union libre. 
De 1944 à 1983, il est juge d'instruction suppléant au Tribunal de Viège et Rarogne. Il travaille également pour le Walliser Bote à partir de 1944 : il est journaliste jusqu'en 1954, puis chroniqueur jusqu'en 1991. 
Il fait l'objet avec son épouse du docu-fiction « Amours ennemies ».

## Parcours politique
Von Roten est élu au Grand Conseil valaisan en 1941. Il devient président du Grand Conseil en 1948-49, et le quitte en 1951. Il est préfet du district de Rarogne occidental de 1953 à 1987.
Membre du parti chrétien conservateur, il accède au Conseil national en 1948. Il s'engage notamment pour le droit de vote des femmes et la suppression de l'armée. 
En 1957, il permet aux femmes du village d'Unterbäch de voter lors d'une votation populaire sur l'obligation de servir dans la protection civile.   